# ショートショート
ショートショート（英: short short story）は、小説の中でも特に短い作品のこと。日本で「ショートショート」の語が定着する以前は「超短編小説」などと呼ばれていた。
定義は諸説あり、短編小説や掌編小説、ショートストーリーとは異なる独自のジャンルとされることもあるが、それらと区別しない場合もある。ジャンルは、SF・ミステリー・ユーモア小説など様々である。アイデアの面白さを追求し、印象的な結末を持たせる傾向がある。
ショートショート小説は他のジャンルへも影響を及ぼし、漫画におけるショートショート作品集や、映画におけるショートショートフィルムなども誕生した。

## 成立
ショートショートは、1920年代中頃にアメリカの雑誌『コスモポリタン』で考え出された形式である。コスモポリタン誌は、上質紙のカラーページが雑誌前半にあり、ここに小説の冒頭を載せ、小説の途中で「○○ページにつづく」として雑誌後半へ誘導していた。読者は途中で読むのを中断される上に紙質の悪いページに移動しなければならないので、あまり好ましい掲載方法ではなかった。そこで編集長は途中で中断せずに済むような短い小説を載せることを考えた。サマセット・モームに執筆を依頼し短い作品を連載したところ評判になった（モームの連載作品は『コスモポリタンズ』という短編集になっている。）。その他の雑誌、新聞もこれを真似するようになり、短編より短い形式が広まった。はじめは「ショートショート・ストーリー（英: short short story）」と呼ばれていたが、次第にショートショート（英: short-short）と呼ばれるようになった。フレドリック・ブラウンがこの形式を得意とした。
日本では、都筑道夫が「ショートショート」という言葉を紹介し、1001編以上のショートショートを発表した星新一によってショートショート形式が一般に広められた。その後に江坂遊らへ受け継がれた。現在は田丸雅智などが活動している。また、日本に紹介された当初は「ショート・ショート」と中黒「・」を付して表記していたが、のちに「ショートショート」の表記が一般化した。
近年のアメリカでは、「フラッシュフィクション（英: Flash fiction）」・「サドンフィクション（英: Sudden fiction）」といった新しい名称が提唱され、様々な作風が模索され、活発な執筆・出版活動がされている。

## 定義
様々な作家・評論家らが論じているが、定まったものは存在しない。厚木淳は「日本の文庫本で1ページから数ページで収まる長さの」短編小説であり、「新鮮なアイデア、完全なプロット、意外な結末」の三原則が盛り込まれたものと定義している。
近年では田丸雅智が、「短くて不思議な物語」という定義を複数の公募賞の要項や小学校の国語科教科書で提示している。「もっと詳しく言うと『アイデアがあり、印象的な結末のある物語』とも」と付言される場合もあるが、初心者向けの講座やワークシートでは「不思議な言葉から想像を広げる」というステップを推奨しており、事実上、ファンタジックな設定を中核とすることが要件となっている

。

## 長さ
ショートショートの長さに明確な規定はないが、ショートショート集を編纂するときや、コンテストで作品を募集するときには長さが決められることがある。雑誌『小説現代』のコンテストでは400字詰め原稿用紙7枚まで、雑誌『SFマガジン』の読者投稿コーナーでは400字詰め原稿用紙5枚程度としている。都筑道夫と星新一とがショートショートのアンソロジーを編纂したときには400字詰め原稿用紙20枚までとした。エラリー・クイーンが編纂した『ミニ・ミステリ傑作選』に収録されたすべての作品は2,000語以下である。ショートショート大賞（キノブックス主催）では、第1回目が原稿用紙20枚以下、第2回目と第3回目が原稿用紙15枚以下で募集した。2020年よりショートショートの賞となった坊っちゃん文学賞（愛媛県松山市主催）では、4000字以内が制限となっている。

## 著名な作家

### 日本
- 阿刀田高
- 新井素子
- 稲垣足穂 - デビュー作『一千一秒物語』は、一編が数行の作品もある超ショートショート集である。
- 井上雅彦
- 江坂遊
- 太田忠司
- 大西赤人
- 梶尾真治
- 川端康成
- 倉多江美 - 漫画におけるショートショート作品『一万十秒物語』がある。タイトルは『一千一秒物語』のもじり。
- 小松左京
- 城昌幸
- 高井信
- 太宰治
- 田丸雅智
- 筒井康隆
- 都筑道夫
- 豊田有恒
- 星新一
- 掘真潮
- 眉村卓
- 岬兄悟
- 三橋一夫
- 山川方夫
- 山口タオ
- 夢野久作
- 横田順彌
- 吉高寿男
- 洛田二十日

### アメリカ合衆国
- アイザック・アシモフ
- オー・ヘンリー
- フレドリック・ブラウン
- ヘンリー・スレッサー
- レイ・ブラッドベリ
- ロバート・シェクリイ
- R・A・ラファティ

### 英国
- サキ
- サマセット・モーム
- ロアルド・ダール